# Evangeli de Maria

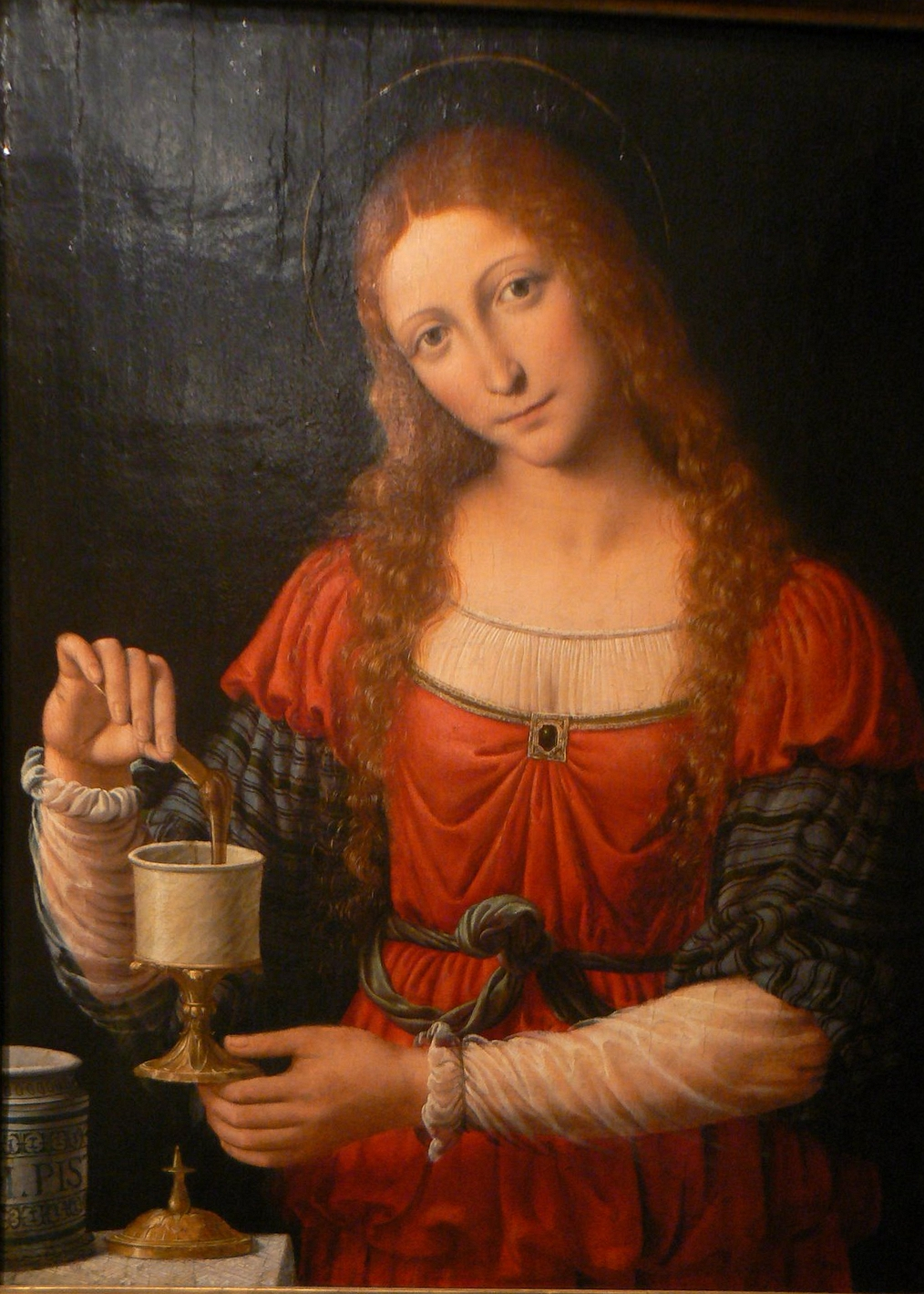
Maria Magdalena, segons una pintura de Bernardino Luini, ca. 1525 (Baltimore, Walters Art Museum)

L'Evangeli de Maria Magdalena és un evangeli apòcrif gnòstic, possiblement del segle ii, del qual han arribat fins als nostres dies només alguns fragments. D'aquest evangeli es conserven només tres fragments: dos, molt breus, en grec, en manuscrits del segle iii (Papir Rylands 463 i papir Papir Oxirrinc L 3525), i un altre, més extens, en llengua copta (Berolinensis Gnosticus 8.052,1), probable traducció de l'original grec. El text copte va ser trobat el 1896 per C. Schmidt, encara que no es va publicar fins a l'any 1955. Els fragments en grec van ser publicats, respectivament, el 1938 i el 1983.

## Estil i contingut
En cap dels fragments hi ha cap menció de l'autor d'aquest evangeli. El nom que tradicionalment rep, evangeli de Maria Magdalena, és perquè se cita al text a una deixebla de Jesús anomenada Maria, que la majoria dels especialistes l'identifiquen amb la Maria Magdalena que apareix en els evangelis canònics.
No pot ser posterior al segle iii, ja que els manuscrits en grec corresponen a aquesta època. Per característiques internes del text, com la presència d'idees gnòstiques, sol considerar-se que va ser redactat al segle ii.
En el fragment copte, que és el més extens, hi falten diverses pàgines (concretament 1-6 i 11-14). Es tracta d'un diàleg entre Jesús (esmentat com "el Salvador") i els seus deixebles. Després de la marxa de Jesús, els apòstols es troben desorientats.
| Ells, però, estaven entristits i ploraven amargament dient: «Com anirem cap als gentils i predicar l'evangeli del regne del fill de l'home? Si no han tingut amb ell cap consideració, com la tindran amb nosaltres?». Llavors Mariam es va aixecar, els va saludar a tots i va dir als seus germans: «No ploreu i no us entristiu, no vacil·leu més, ja que la seva gràcia descendirà sobre tots vosaltres i us protegirà. Al contrari, lloem la seva grandesa, ja que ens ha preparat i ens ha fet homes». Dit això, Maria va convertir els seus cors al bé i van començar a comentar les paraules del [Salvador]. |

Maria, doncs, relata una visió i el diàleg que va mantenir amb Jesús en aquesta visió, ple de termes propis del pensament gnòstic. El testimoni de Maria és rebutjat per Andreu i per Pere, els qui dubten que Jesús hagi preferit a una dona abans que a ells per fer-li revelacions secretes. Però, Leví (l'apòstol Mateu) decideix predicar "l'evangeli segons María".
Segons interpretacions com la de Karen King, el text revela les tensions existents en les primitives comunitats cristianes entre els proto-ortodoxes, representats per Pere, i els gnòstics, simbolitzats per Maria Magdalena. Una confrontació similar existeix en altres textos gnòstics, com l'evangeli de Tomàs, la Pistis Sophia o l'evangeli copte dels egipcis. A més, d'acord amb aquest text, Maria Magdalena hauria estat dipositària de revelacions secretes de Jesús, i hauria tingut un paper destacat en la comunitat cristiana postpasqual. Tanmateix, és possible que Maria Magdalena no sigui aquí més que un símbol de la Sofia de la teologia gnòstica.
Es poden trobar certes analogies entre les idees exposades en aquest evangeli i religions orientals com el taoisme i el budisme.